# فیل استاکمن
فیل استاکمن (انگلیسی: Phil Stockman؛ زادهٔ ۲۵ ژانویهٔ ۱۹۸۰) بازیکن بیس‌بال اهل استرالیا است.